# Sant'Ellero (frazione)
Sant'Ellero è una frazione situata a metà tra i comuni di Pelago e Reggello nella Provincia di Firenze.

## Storia
Il centro abitato prende il nome dal vicino, antico monastero di Sant'Ellero o di Sant'Ilario in Alfiano che sorse in epoca altomedioevale e fu poi fortificato con un castello, la cui alta torre sovrasta la frazione. Il complesso, oggi proprietà privata, conserva la chiesa, trasformata nel Settecento, le celle, l'antico chiostro e le gallerie. Tra Seicento e Settecento il monastero ed il castello furono trasformati in villa.. Il Monastero ed il castello avevano un piccolo borgo attiguo ancora esistente, primo nucleo dell'attuale centro abitato. 
La stazione ferroviaria sulla vecchia linea ferroviaria Firenze-Roma portò ad un certo sviluppo della frazione presso di essa, che deve una certa notorietà anche grazie al fatto che è stata capolinea della Ferrovia Sant'Ellero-Saltino, linea a cremagliera di funzione turistica che nei decenni a cavallo tra l'800 e il '900 serviva la località di soggiorno del Saltino e la vicina Vallombrosa. La parte della frazione lungo l'Arno è divisa dal torrente Vicano che delimita i territori comunali di Pelago e Reggello.

## Infrastrutture e trasporti
La Stazione di Sant'Ellero si trova sulla linea ferroviaria Firenze-Arezzo ed è servita quotidianamente da numerosi treni regionali. L'abitato è inoltre attraversato dalla strada regionale 69 ed è servito dai bus di Autolinee Chianti Valdarno in direzione Pontassieve/Firenze ed Arezzo. In coincidenza con i treni ci sono bus verso Donnini e il capoluogo comunale di Reggello.

## Curiosità

"Amici miei", l'immagine della scena girata a Sant'Ellero

Una delle scene più celebri del film "Amici miei", quella in cui i quattro amici guardano l'alluvione dell'Arno del 1966, è stata girata in uno spiazzo lungo la Strada Regionale 69 (ex SS69) poco sopra la stazione, ancora oggi riconoscibile.
Negli ultimi anni (dopo il covid del 2020) il circolo del paese è stato riattivato grazie ai volontari della zona. Per lo più come luogo di ritrovo, ma anche per promuovere varie iniziative e tradizioni locali come la Festa di San Gorgone (patrono del paese) e la riscoperta del sentiero del trenino a cremagliera S.Ellero-Saltino. 